# Метод расширения спектра методом прямой последовательности
Метод прямой последовательности для расширения спектра (DSSS - англ. direct sequence spread spectrum) — широкополосная модуляция с прямым расширением спектра, является одним из трёх основных методов расширения спектра, используемых  сегодня (см. методы расширения спектра). Это метод формирования широкополосного радиосигнала, при котором исходная последовательность битов преобразуется в псевдослучайную последовательность, используемую для модуляции несущей. 
Используется в сетях стандарта IEEE 802.11 и CDMA для преднамеренного расширения спектра передаваемых сигналов.
Метод прямой последовательности (DSSS) можно представить в простейшем случае следующим образом. Каждый передаваемый бит информации представляется в виде последовательности из определенного числа кодовых символов. Это реализуется сложением по модулю 2 исходной последовательности битов с кодовой расширяющей последовательностью. Бит кодовой последовательности называют чипом. В стандарте IEEE 802.11 в качестве кодовой последовательности используется 11-ти элементный код Баркера, который складывается по модулю 2 с каждым битом информации. В результате спектр сигнала расширяется в 11 раз. При приёме полученная последовательность чипов декодируется путём сложения по модулю 2 принятой последовательности чипов с той же кодовой последовательностью. Другая пара приёмник-передатчик может использовать другую кодовую последовательность.
Первый очевидный результат применения этого метода — защита передаваемой информации от подслушивания («чужой» DSSS-приёмник использует другую кодовую последовательность и не сможет декодировать информацию не от своего передатчика). 
При этом при использовании на приемнике другой кодовой последовательности на выходе полосового фильтра сильно уменьшается отношение уровня передаваемого сигнала к уровню шума, (то есть случайных или преднамеренных помех), так что передаваемый сигнал на выходе фильтра уже как бы неразличим в общем шуме. Поэтому приёмное устройство не распознает передаваемую информационную последовательность.
Еще одно чрезвычайно полезное свойство DSSS-устройств заключается в том, что благодаря низкому уровню плотности мощности сигналов в спектральной области они практически не создают помех обычным радиоустройствам (узкополосным большой мощности), так как эти последние принимают широкополосный сигнал за шум в пределах допустимого. И наоборот — обычные устройства не мешают широкополосным, так как их сигналы большой мощности «шумят» каждый только в своем узком канале и не могут целиком заглушить весь широкополосный сигнал.
Использование широкополосных технологий дает возможность использовать один и тот же участок радиоспектра дважды — обычными узкополосными устройствами и «поверх них» — широкополосными.

## Технология
В каждый передаваемый информационный бит (логический 0 или 1) встраивается последовательность так называемых чипов. Если информационные биты — логические нули или единицы — при потенциальном кодировании информации можно представить в виде последовательности прямоугольных импульсов, то каждый отдельный чип — это тоже прямоугольный импульс, но его длительность в несколько раз меньше длительности информационного бита. Последовательность чипов представляет собой последовательность прямоугольных импульсов, то есть 1 и -1, однако они не являются информационными. Поскольку длительность одного чипа в n раз меньше длительности информационного бита, то и ширина спектра преобразованного сигнала будет в n раз больше ширины спектра первоначального сигнала. При этом и амплитуда спектральных составляющих передаваемого сигнала уменьшится в n раз.
Чиповые последовательности, встраиваемые в информационные биты, называют шумоподобными кодами (PN-последовательности), что подчеркивает то обстоятельство, что результирующий сигнал становится шумоподобным и его трудно отличить от естественного шума.
Используемые для расширения спектра сигнала чиповые последовательности должны удовлетворять определённым требованиям автокорреляции. Под термином автокорреляции в математике подразумевают степень подобия функции самой себе в различные моменты времени. Если подобрать такую чиповую последовательность, для которой функция автокорреляции будет иметь резко выраженный пик лишь для одного момента времени, то такой информационный сигнал возможно будет выделить на уровне шума. Для этого в приёмнике полученный сигнал умножается на ту же чиповую последовательность, то есть вычисляется автокорреляционная функция сигнала. В результате сигнал становится опять узкополосным, поэтому его фильтруют в узкой полосе частот и любая помеха, попадающая в полосу исходного широкополосного сигнала, после умножения на чиповую последовательность, наоборот, становится широкополосной и обрезается фильтрами, а в узкую информационную полосу попадает лишь часть помехи, по мощности значительно меньшая, чем помеха, действующая на входе приёмника.
Разновидностью метода DSSS является технология ортогонального кодового разделения каналов (OCDM). В этом случае "каждый бит (группа битов) информационного потока заменяется одной из ортогональных кодовых последовательностей (например, Уолша-Адамара)".